# Saša Janković
Saša Janković (srbsky Саша Јанковић; * 24. dubna 1970 Loznica) je srbský právník, novinář, aktivista za lidská práva a politik, který zastával funkci národního ombudsmana Srbska od roku 2007 do roku 2017. Z funkce ombudsmana odstoupil v únoru roku 2017, aby kandidoval v srbských prezidentských volbách.

## Životopis
Narodil se 24. dubna 1970 ve městě Loznica (tehdy součást Jugoslávie). Je absolventem Právnické Fakulty Univerzity v Bělehradě. V roce 2006 získal titul magistra na Fakultě Politických Věd Univerzity v Bělehradě.

### Veřejný ochránce práv
Dne 29. června 2007 byl Národní sněmovnou Srbska zvolen na nově zřízený post Národního veřejného ochránce práv na období pěti let se 143 hlasy. Dne 4. srpna 2012 byl znovu zvolen na nové pětileté období se 167 hlasy, jeden se zdržel hlasování a nikdo nehlasoval proti. Jeho znovuzvolení bylo podpořeno všemi stranami ve Sněmovně.
V roce 2014 se dostal do konfliktu se srbskou vládou a premiérem Aleksandrem Vučićem při vyšetřování incidentu, při němž Vučićův bratr Andrej byl zbit policejní jednotkou během pride parady v centru Bělehradu. Během jednání v Národním parlamentu, Janković tvrdil, že během incidentu Vojenská bezpečnostní agentura porušila zákon. On byl pak napaden poslanci vládnoucí srbské Pokrokové Strany (SNS) a Ministrem obrany Bratislavem Gašićem. Několik poslanců SNS silně kritizovalo veřejného Ochránce práv a vyzvalo Jankoviće, aby odstoupil, kvůli tomu, že jeho akce byly politicky motivované. Někteří poslanci a provládní média dokonce tvrdíli, že byl zodpovědný za sebevraždu svého přítele. OBSE a Evropská komise vyjádřila obavy ohledně těchto útoků proti Jankovići. Novinář Dragan Janjić napsal, že Janković je cílem "pomlouvačné kampaně" pod taktovkou Vučiće.

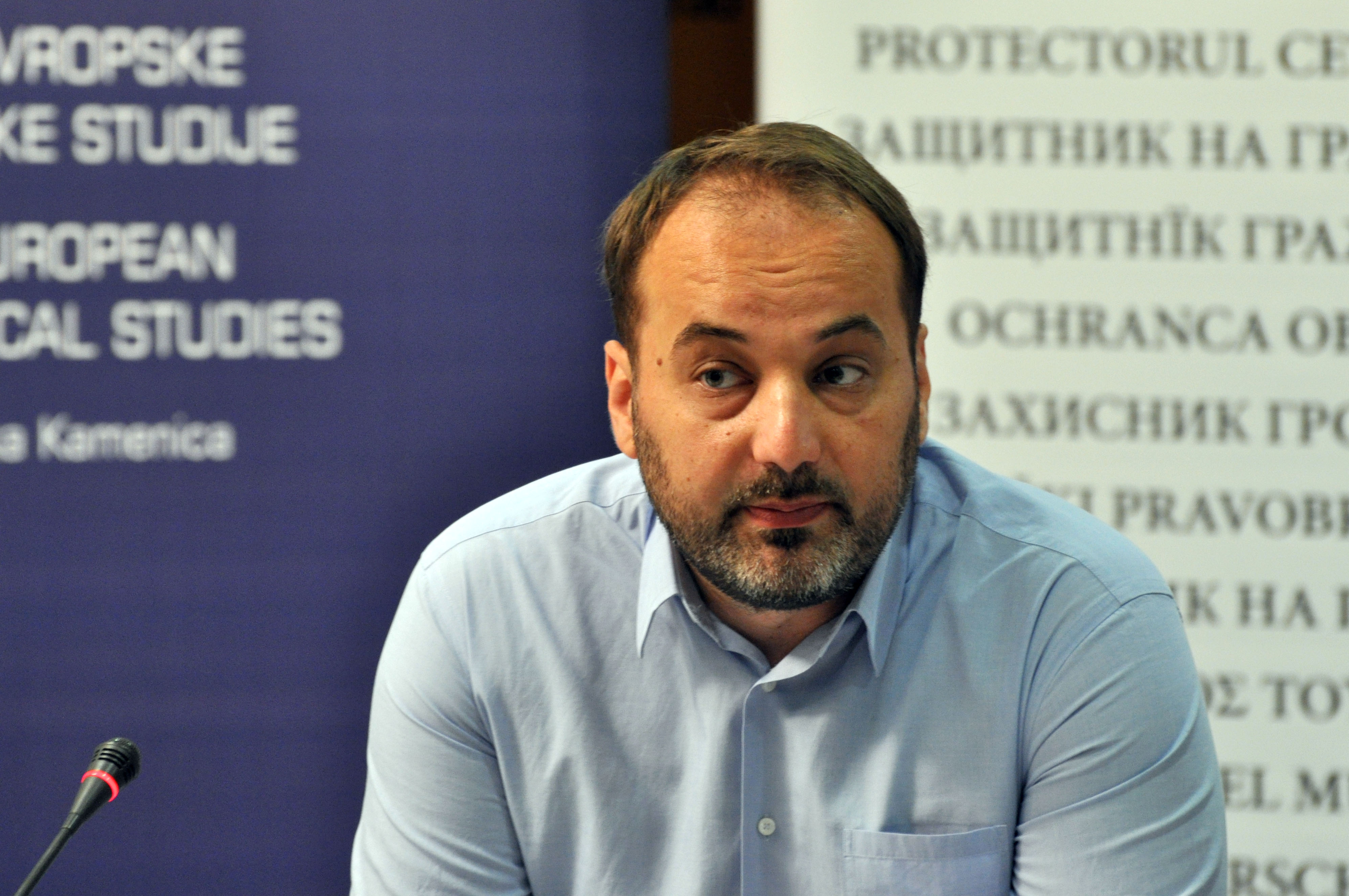
Janković v roce 2010

V dubnu 2015 Janković tvrdil, že Bratislav Gašić byl zodpovědný za havarií vojenského vrtulníku v nichž 7 lidí zemřelo. Janković kritizoval Vučiće že chranil Gašiće, kterého Janković obvinil za nehodu.
Další konfrontace mezi Jankovićem a vládou nastali v květnu 2016, kdy Janković tvrdil, že vláda je zodpovědná za demolici budov a objektů v Bělehradu (sídliště Savamala) pod rouškou noci, pomoci několika desítek maskovaných osob. Janković ve své roční zprávě tvrdil, že policii bylo nařízeno nezasahovat při demolici. Po tomto incidentu byl Janković opět napaden poslanci srbské Pokrokové strany a srbské Radikální Strany, kteří tvrdili, že nechrání občany, ale místo toho prosazuje sám sebe.
Na konci roku 2016, média začala spekulovat, že by mohl být v roce 2017 vhodným kandidátem opozice v srbských prezidentských volbách. V listopadu 2016 sto významných osobností a intelektuálů veřejného života podepsalo petici, aby v roce 2017 kandidoval na prezidenta.
Janković oficiálně rezignoval na post veřejného ochránce práv dne 7. února 2017, aby mohl kandidovat na prezidenta Srbska.

## Prezidentská kampaň, 2017
Dne 25. listopadu 2016 srbské noviny zveřejnily seznam více než 100 osobností veřejného života v Srbsku, kteří žádali Jankoviće, aby kandidoval na prezidenta Srbska v roce 2017. V prosinci 2016 oficiálně oznámil, že bude kandidovat v roce 2017, jako nezávislý a nestranný kandidát na prezidenta Srbska. Ve volbách skončil na 2. místě s 16,26 % hlasů, daleko za premiérem Vučićem, který ve volbách zvítězil.

## Ocenění
V březnu 2015 byl Jankovićovi udělen francouzský Národní Řád za Zásluhy v hodnosti Rytíře. Byl jmenován "Mužem roku" podle Mise OBSE v Srbsku (2011) a časopisu Vreme (2015).